# Champrond-en-Perchet
Champrond-en-Perchet és un municipi francès, situat al departament de l'Eure i Loir i a la regió de Centre – Vall del Loira. L'any 2007 tenia 408 habitants.

## Demografia

### Població
El 2007 la població de fet de Champrond-en-Perchet era de 408 persones. Hi havia 172 famílies, de les quals 24 eren unipersonals (12 homes vivint sols i 12 dones vivint soles), 88 parelles sense fills, 56 parelles amb fills i 4 famílies monoparentals amb fills.
La població ha evolucionat segons el següent gràfic:
Habitants censats

### Habitatges
El 2007 hi havia 183 habitatges, 169 eren l'habitatge principal de la família, 8 eren segones residències i 5 estaven desocupats. Tots els 183 habitatges eren cases. Dels 169 habitatges principals, 157 estaven ocupats pels seus propietaris i 12 estaven llogats i ocupats pels llogaters; 8 tenien dues cambres, 44 en tenien tres, 55 en tenien quatre i 63 en tenien cinc o més. 160 habitatges disposaven pel capbaix d'una plaça de pàrquing. A 61 habitatges hi havia un automòbil i a 103 n'hi havia dos o més.

### Piràmide de població
La piràmide de població per edats i sexe el 2009 era:
| Homes | Edats   | Dones |
| ----- | ------- | ----- |
| 0     | 95 o +  | 0     |
| 0     | 90 a 94 | 0     |
| 0     | 85 a 89 | 4     |
| 0     | 80 a 84 | 4     |
| 0     | 75 a 79 | 4     |
| 8     | 70 a 74 | 12    |
| 20    | 65 a 69 | 12    |
| 16    | 60 a 64 | 16    |
| 16    | 55 a 59 | 8     |
| 12    | 50 a 54 | 16    |
| 36    | 45 a 49 | 28    |
| 20    | 40 a 44 | 32    |
| 8     | 35 a 39 | 8     |
| 4     | 30 a 34 | 0     |
| 12    | 25 a 29 | 4     |
| 16    | 20 a 24 | 4     |
| 36    | 15 a 19 | 16    |
| 12    | 10 a 14 | 20    |
| 12    | 5 a 9   | 4     |
| 0     | 0 a 4   | 4     |

## Economia
El 2007 la població en edat de treballar era de 277 persones, 198 eren actives i 79 eren inactives. De les 198 persones actives 190 estaven ocupades (100 homes i 90 dones) i 8 estaven aturades (3 homes i 5 dones). De les 79 persones inactives 52 estaven jubilades, 11 estaven estudiant i 16 estaven classificades com a «altres inactius».

### Ingressos
El 2009 a Champrond-en-Perchet hi havia 170 unitats fiscals que integraven 417,5 persones, la mediana anual d'ingressos fiscals per persona era de 21.109 €.

### Activitats econòmiques
Dels 13 establiments que hi havia el 2007, 1 era d'una empresa de construcció, 4 d'empreses de comerç i reparació d'automòbils, 1 d'una empresa de transport, 2 d'empreses d'hostatgeria i restauració, 1 d'una empresa financera, 1 d'una empresa immobiliària i 3 d'empreses de serveis.
Dels 3 establiments de servei als particulars que hi havia el 2009, 1 era un paleta, 1 restaurant i 1 agència immobiliària.
L'únic establiment comercial que hi havia el 2009 era una botiga de material esportiu.
L'any 2000 a Champrond-en-Perchet hi havia 15 explotacions agrícoles que ocupaven un total de 1.342 hectàrees.

## Equipaments sanitaris i escolars
El 2009 hi havia una escola elemental integrada dins d'un grup escolar amb les comunes properes formant una escola dispersa.

## Poblacions més properes
El següent diagrama mostra les poblacions més properes.